# Roy Thomson

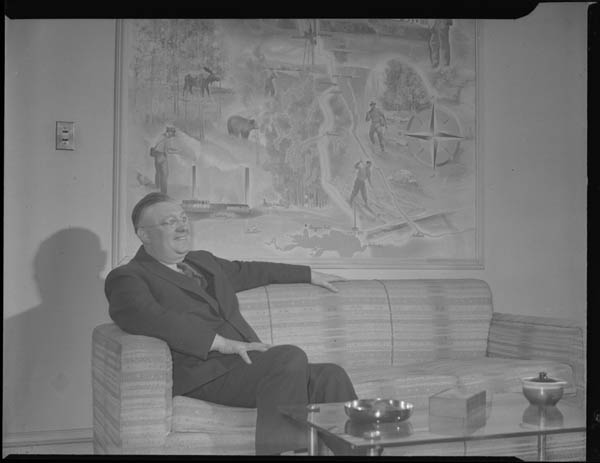
Roy Thomson (1945)

Roy Herbert Thomson (ur. 5 czerwca 1894 w Toronto, zm. 4 sierpnia 1976 w Londynie) – kanadyjski magnat prasowy, inwestor, założyciel imperium medialnego The Thomson Corporation (dzisiaj jako Thomson Reuters) i wielu innych przedsiębiorstw.

## Pochodzenie
Pochodzący z wiejskiej Szkocji ród Thomsonów jest głęboko osadzony w najnowszej historii Kanady. Pierwszym historycznie osadnikiem w osadzie Scarborough (później dzielnica Toronto) był farmer David Thomson. Jego bratanek miał dziesięcioro dzieci, a wśród nich Herberta Thomsona, golibrodę w torontońskim Hotelu Grosvenor. W jego rodzinie urodził się w 1894 przyszły twórca gigantycznej fortuny – Roy Thomson.

## Komiwojażer
Zaczął pracować już w wieku 14 lat jako ekspedient, zarabiając ówczesne 5 dol. tygodniowo i przez następne 20 lat z trudnością łącząc koniec z końcem, jakąkolwiek pracę podjął. Był w wieku poborowym, kiedy wybuchła I wojna światowa, ale uniknął rekrutacji z powodu wady wzroku. Po skończeniu college’u o orientacji biznesowej Thomson wybrał się do Manitoby, aby spróbować pracy na roli. Kiedy i to nie wyszło, powrócił do Toronto, żeby imać się różnych, przypadkowych zajęć.
Dalszą karierą pokierowało niezwykłe wyczucie nadarzającej się okazji. Thomson handlował m.in. aparatami radiowymi. Nie było to łatwe, gdyż dystrykt, jaki powierzono mu do podbicia to północne Ontario, a w tym czasie w eterze słychać tam było jedynie wycie wilków lub kojotów. Aby klienci Thomsona mogli czegokolwiek posłuchać przez oferowany im odbiornik, musiałaby powstać radiostacja. Thomson taką otworzył, płacąc ówczesne 200 dolarów za prawo do częstotliwości i nadajnik w North Bay, z którego ruszył z programem w marcu 1931. Szybko też zorientował się, że biznes radiowy jest na tyle intratny, że trzeba go rozwijać, więc kupował kolejne radiostacje na prowincji – w Timmins i Kirkland Lake.

## Od setek do milionów
Po udanym starcie z radiem podjął próbę z prasą. Swoją pierwszą gazetę Timmins Daily Press kupił w Timmins w 1934 dając 200 dolarów zadatku. W tym samym czasie natknął się na barwną postać o nazwisku Jack Kent Cooke, sprzedawcę encyklopedii i mydła na północy prowincji. Polubiwszy Cooke’a, Thomson powierzył mu stanowisko szefa innej radiostacji – w Stratford, ale wkrótce panowie tak sobie przypadli do gustu, że stali się wspólnikami i razem dokonywali kolejnych zakupów, nie tylko medialnych.
Na początku lat 50. Thomson posiadał już 19 gazet, ale był także właścicielem kilku zakładów fryzjerskich, wytwórni mebli kuchennych i wafli do lodów. Wybrano go prezydentem Stowarzyszenia Wydawców Gazet w Kanadzie ale zawsze podkreślał swój sentyment do kraju przodków, więc w 1952 zakupił pierwszą gazetę z Edynburga – The Scotsman, a w 5 lat później udało mu się zdobyć prawa do programu Scottish Television w Glasgow. W 1959 największa brytyjska grupa prasowa Kemsley wpadła w ręce Thomsona, a w jej składzie zasłużony dziennik The Sunday Times, zaś nieco później legendarny The Times. Przez następne lata imperium medialne Thomsona posiadało lub kontrolowało ponad 200 tytułów w Kanadzie, Wlk. Brytanii i USA (łączny nakład thomsonowskich czasopism wynosił tam milion egzemplarzy).
W latach 70. wkroczył na nowe, obiecujące pola: naftowe. Wydobywał ropę i gaz ziemny z Morza Północnego przy pomocy konsorcjum stworzonego wespół z innym milionerem, J. Paulem Gettym. Kupił też największe w Anglii czarterowe linie lotnicze – Britannia Airways.

## Utrata obywatelstwa
Z roku na rok pęczniała fortuna najbogatszego Kanadyjczyka, który... utracił swe obywatelstwo. Stało się tak wskutek przepisów, które jeszcze do 1977 dopuszczały odebranie obywatelstwa, jeżeli Kanadyjczyk w sposób inny niż przez małżeństwo przyjmował obywatelstwo obce. Uczynił tak Thomson, któremu za zasługi dla prasy nadano w Anglii zaszczytny, dziedziczny tytuł barona (z prawem zasiadania w Izbie Lordów), jaki jednak otrzymać można było wyłącznie pod warunkiem przyjęcia obywatelstwa brytyjskiego. Kanada, jako monarchia konstytucyjna pod królową Elżbietą II, nie tolerowała jednak nadawania tytułów szlacheckich poza granicami i Thomson przestał być Kanadyjczykiem, co bynajmniej niezbyt go zmartwiło.

## Ujmująca skromność
Zadziwiał otoczenie skromnością, nigdy nie afiszował swej majętności, do biura w Londynie codziennie jeździł metrem. A na swoim synu wymusił obietnicę, że tytuł barona odziedziczy według prawa primogenitury, ale tylko wtedy, jeśli nigdzie nie przeniesie kwatery firmy z Londynu. Tak stało się w 1976, kiedy po śmierci Roya, potężną The Thomson Corporation i tytuł  brytyjskiego barona odziedziczył Kenneth Thomson, który zresztą później słowa nie dotrzymał. Ponieważ jednak zyskał tytuł dziedzicznie, a nie z nadania, więc nie groziła mu utrata obywatelstwa kanadyjskiego.

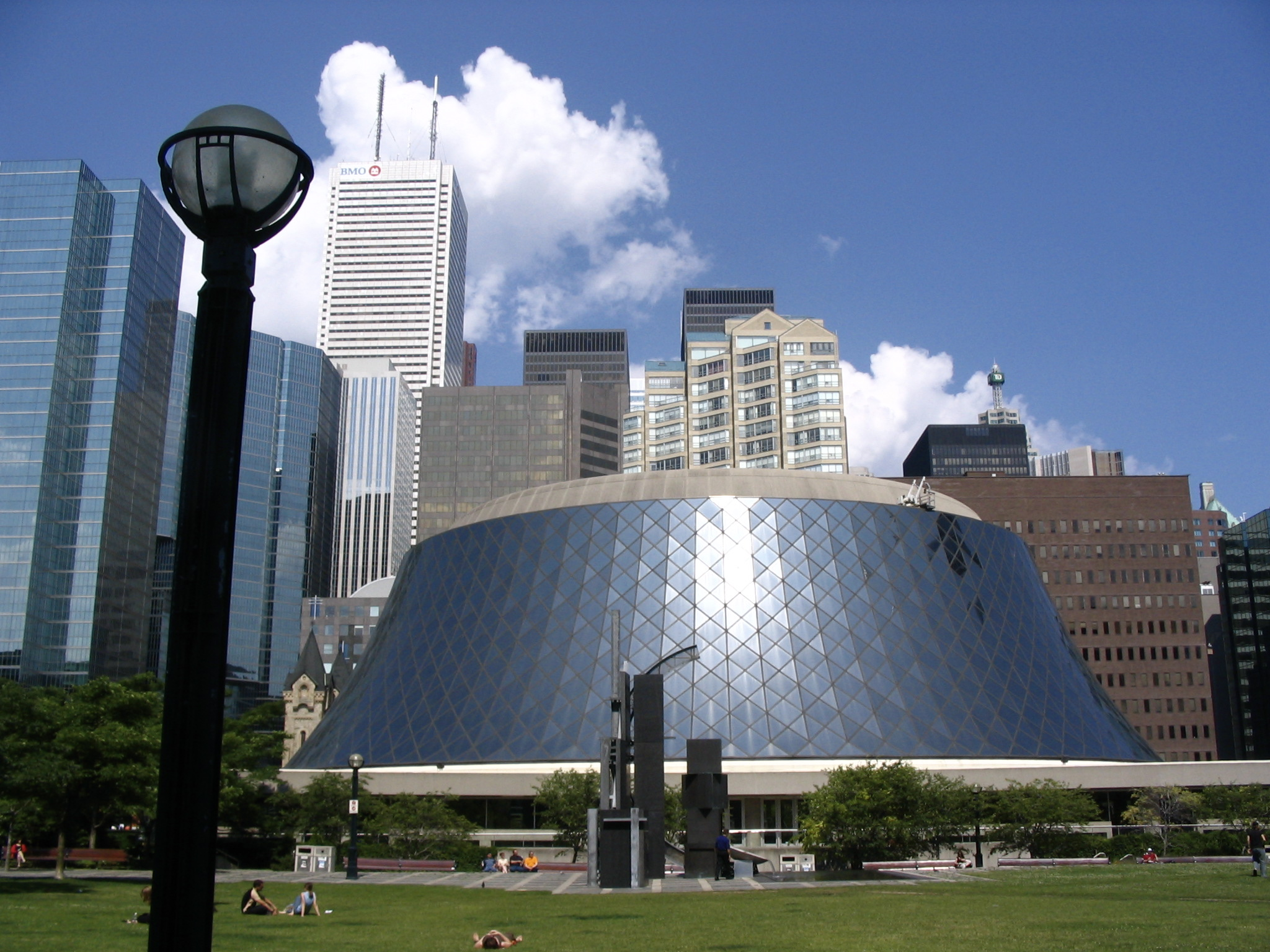
Hala koncertowa Roy Thomson Hall w Toronto

Kenneth Thomson stał się głównym zarządcą fortuny Thomsonów, której majątek pomnożył z pół miliona dolarów w miliardy, stając się dzięki temu najbogatszym człowiekiem w historii Kanady.
Torontończycy zawdzięczają Thomsonom m.in. hojne darowizny dzieł sztuki i ufundowanie (za 5,4 mln dol.) reprezentacyjnej hali koncertowej w centrum miasta, którą ku czci Roya nazwano Roy Thomson Hall.